# أوسي ديفيس
أوسي ديفيس (بالإنجليزية: Ossie Davis)‏ مواليد 18 ديسمبر 1917 في مقاطعة كلينتش، الولايات المتحدة - الوفاة 4 فبراير 2005 في ميامي بيتش، الولايات المتحدة، هو ممثل ومخرج وكاتب مسرحي أمريكي بدأ مسيرته الفنية سنة 1939. هو من الحائزين على جائزة إيمي. امتدت مسيرته الفنية لأكثر من 66 عاما.

## الأعمال

### أفلام
- الكاردينال
- إفعل الصواب
- أوتو بريمنغر
- مالكوم إكس
- أنا لست رابابورت
- ديناصور
- نات ترنر

### مسلسلات
- بونانزا
- هاواي فايف أو
- نيويورك تايمز
- ممسوس بملاك
- جميع القديسين
- جاغ
- كلمة إل

## الجوائز
الفوز:
- الميدالية الوطنية للفنون
- جائزة إيمي داي تايم
- جائزة إيميج عن فئة أفضل ممثل مساعد في مسلسل درامي
- جائزة جرامي لأفضل ألبوم محكي

الترشيحات:
- جائزة غولدن غلوب لأفضل ممثل مساعد - فيلم
- جائزة إيمي برايم تايم عن فئة أفضل ممثل مساعد في مسلسل درامي
- جائزة إيمي برايم تايم عن فئة الأداء المذهل لممثل مساعد في مسلسل قصير أو فيلم
- جائزة ساتليت لأفضل ممثل مساعد في مسلسل أو مسلسل قصير أو فيلم تلفازي
- جائزة إيمي برايم تايم عن فئة الأداء المبهر لضيف شرف في مسلسل درامي

## روابط خارجية
- أوسي ديفيس على موقع IMDb (الإنجليزية)
- أوسي ديفيس على موقع الموسوعة البريطانية (الإنجليزية)
- أوسي ديفيس على موقع ألو سيني (الفرنسية)
- أوسي ديفيس على موقع ميوزك برينز (الإنجليزية)
- أوسي ديفيس على موقع تيرنر كلاسيك موفيز (الإنجليزية)
- أوسي ديفيس على موقع أول موفي (الإنجليزية)
- أوسي ديفيس على موقع قاعدة بيانات برودواي على الإنترنت (الإنجليزية)
- أوسي ديفيس على موقع قاعدة بيانات الأفلام السويدية (السويدية)
- أوسي ديفيس على موقع إن إن دي بي (الإنجليزية)
- أوسي ديفيس على موقع ديسكوغز (الإنجليزية)